# قلعه دیو
قلعهٔ دیو (به ترکی آذربایجانی: دوی قالاسی) در شمال شرق مشگین‌شهر، در بخش لاهرود مابین روستاهایی قوزلو و کویچ و در ۵ کیلومتری روستای کویچ قرار گرفته‌است. این قلعه در دامنهٔ کوه سبلان قرار دارد و از مسیر جادهٔ انار و قوزلو می‌توان آن را بهتر دید. قلعه با سنگ‌های بزرگی به‌ابعاد ۶۰ سانتی‌متر در ۲ متر و ۱۰ سانتی‌متر به‌شیوهٔ قلعه‌های اورارتوها بدون ملات ساخته‌شده‌است و دارای طبقات مختلف می‌باشد و قسمت بزرگی از آن از بین رفته‌است. این بنا طی شمارهٔ ۶۳۰ به ثبت آثار ملی رسیده‌است.